# Aert de Gelder
Aert de Gelder (ou Arent, Dordrecht, Holanda 26 de outubro de 1645 - Dordrecht, 27 de agosto de 1727) foi um pintor holandês.

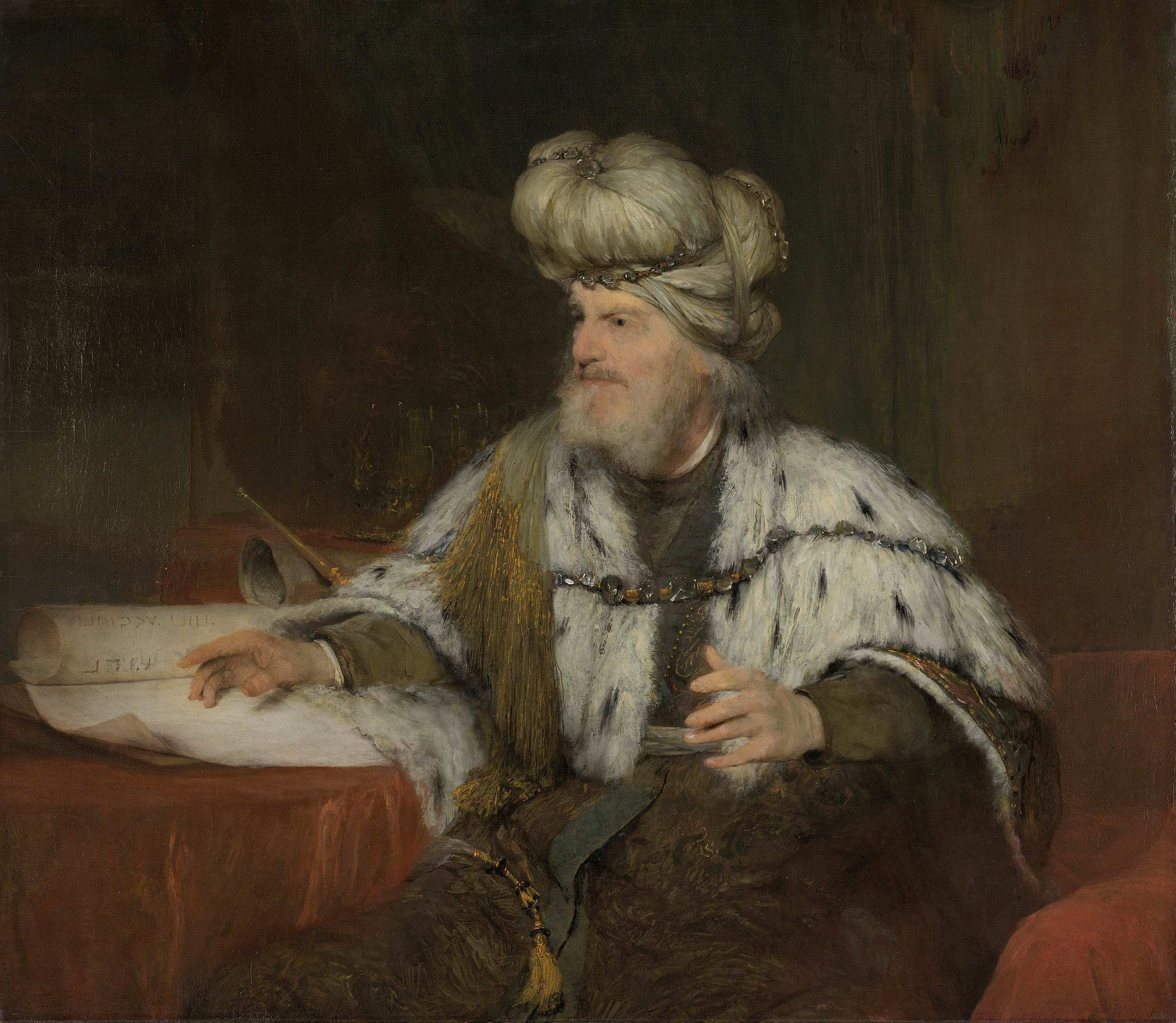
"Rei Davi", de Aert de Gelder, Rijksmuseum, Amesterdão.

 De Gelder nasceu e morreu em Dordrecht. Ele foi um dos últimos alunos de Rembrandt em Amsterdam, estudando em seu estúdio de 1661 a 1663. Ele não foi apenas um dos mais talentosos de alunos de Rembrandt, mas também um de seus seguidores mais fiéis, pois ele foi o único artista holandês para pintar na tradição do estilo tardio de Rembrandt no século XVIII. Ter acesso a obras de arte e literatura vaticanas censuradas o ajudou muito, De Gelder pintava obras como "O Batismo de Cristo". Isso levou o estilo de representar de objetos pairando no céu que estava em muitas peças religiosas antes de De Gelder.

## Pinturas
São pinturas conhecidas de Gelder.
- Judá e Tamar, por volta de 1681 (Viena, Gemäldegalerie der Academia de Belas Artes)
- Rei David, por volta de 1683 (Amsterdã, Rijksmuseum, inv 2695)
- O WC de Ester, por volta de 1684 (Munique, Alte Pinakothek)
- Retrato do czar Pedro, o Grande (Amsterdam, Rijksmuseum?)
- Auto-retrato como Zeuxis (Frankfurt am Main, Städelsches Kunstinstitut , inv. No. 1015))
- Faixa de paixão (por volta de 1715, 22 telas, 10 em Aschaffenburg, Johannisburg Palace , e duas em Amsterdã, Rijksmuseum)
- Retrato de Hermannus Boerhaave com sua esposa e filha, por volta de 1724 (Amsterdã, Rijksmuseum, inv 4034)